# The Lost City (2005)
The Lost City is een film uit 2005 onder regie van Andy García.
Regisseur García speelt zelf de hoofdrol in dit historische eerbetoon aan zijn geboorteland Cuba. Andere rollen worden gespeeld door Tomas Milian, Dustin Hoffman. Nestor Carbonell en Steven Bauer. Het scenario is geschreven door de Cubaanse schrijver Guillermo Cabrera Infante.

## Verhaal
Havana is in 1958 een prettige plaats om te leven voor de rijkste mensen, maar anderen zijn ongelukkig onder de regering van dictator Fulgencio Batista. De maffia heeft feitelijk de macht, maar de revolutionaire troepen van Fidel Castro en Che Guevara zijn begonnen aan hun trek naar de stad. Fico Fellove (Garcia) is de eigenaar van El Tropico, de netste nachtclub van de stad. Hij worstelt om zijn familie bij elkaar te houden en met de liefde voor Aurora Fellove (Inés Sastre).
De familie raakt verscheurd omdat Fico’s twee broers zich respectievelijk aansluiten bij een antidictatoriale groepering en de revolutionairen. Beiden vinden de dood. Vader, hoogleraar aan de universiteit van Havana, blijft geloven in democratie. Fico probeert krampachtig de familie bij elkaar te houden. 
Op dat moment weet Fico nog niet dat zich in zijn club heel andere tonelen gaan afspelen dan amusement. Een Amerikaanse schrijver zonder naam (Bill Murray) ziet hoe Fico door de gebeurtenissen wordt meegesleept, terwijl de revolutie alles verandert. Hoewel Fico de cultuur ziet verdwijnen en de mensen ziet veranderen, houdt zijn liefde voor de Cubaanse muziek zijn herinneringen levendig. Hij wordt verliefd op zijn schoonzus-weduwe Aurora. Echter, zij bewondert Fidel Castro en voegt zich als ‘de weduwe van een martelaar van de revolutie’ aan Castro’s gezelschap. 
Op advies van zijn ouders vertrekt Fico net op tijd met een uitreisvisum uit Cuba. Aurora besluit niet met hem mee te gaan. In New York vindt hij een baan als schoonmaker in de horeca en hij wordt ook barpianist om vervolgens in Las Vegas terecht te komen waar hij weer een Cubaanse nachtclub op kan zetten. Daar voelt hij zich weer thuis.
De film is gefilmd vanuit een antidictatoriaal standpunt. Zowel Batista als de revolutionairen Castro en Guevara worden als dictatoriale leiders weergegeven. De democratie op Cuba blijft ver weg. De enige mogelijkheid is vluchten voor het te laat is.
De film bevat veel muziek, dans, mooie vrouwen en mooie mannen. García speelt hierin zelf piano.